# Overbegrazing

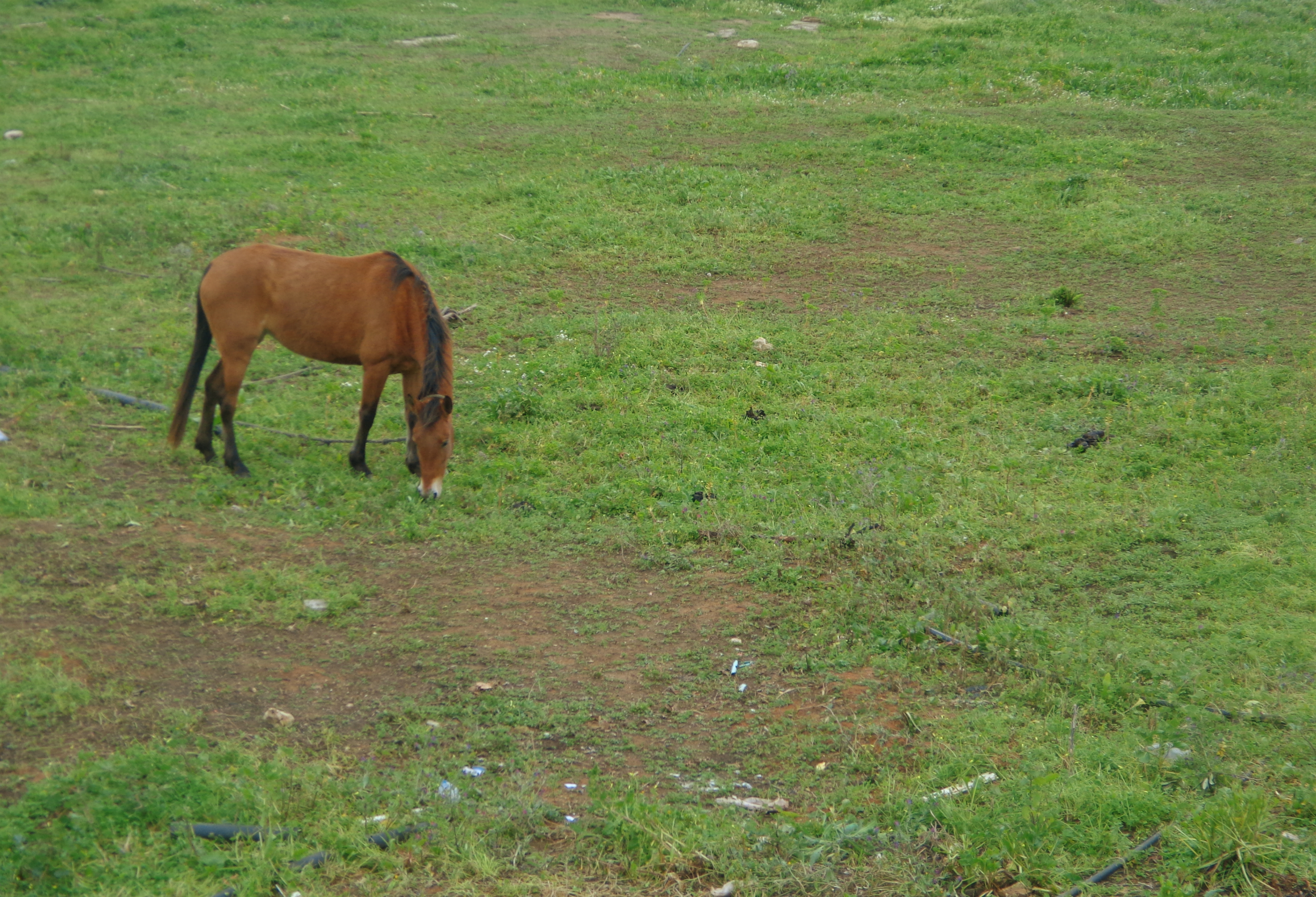
Overbegrazing in Olhão, Algarve, Portugal

Overbegrazing is de situatie dat vegetatie niet de kans heeft zichzelf te herstellen door vaak langdurige intensieve begrazing. 
Overbegrazing kan leiden tot erosie en verwoestijning. Het verlaagt de gebruikswaarde, productiviteit en biodiversiteit van het overbegraasde land. Het kan verder bijdragen tot de verspreiding van exoten.
Economische overbegrazing doet zich voor als ongeveer 85% van de geproduceerde, graasbare (dus bovengrondse) biomassa wordt geconsumeerd door te veel grazers of te langdurig grazen. De vegetatie en vervolgens de bodem raken beschadigd en daardoor verdwijnt het economisch nut.
Ecologische overbegrazing doet zich reeds voor zodra ruwweg 50% van de geproduceerde, graasbare biomassa wordt geconsumeerd. Ecologische overbegrazing betekent dat er een ecologisch verlies is, uitgedrukt in een verkleinde biodiversiteit.
Overbegrazing doet zich voor als er te veel vee op een te kleine oppervlakte graast of als een hoeveelheid vee te langdurig op een oppervlakte graast.
In wilde systemen is overbegrazing ook mogelijk wanneer wilde, al dan niet inheemse, dieren te grote populaties vormen zonder natuurlijke predatoren. Het experiment in de Oostvaardersplassen in Nederland heeft dit afdoend aangetoond.
Overbegrazing wordt wel aangehaald als een klassiek voorbeeld van de tragedie van de meent (Tragedy of the Commons).